# 紅蠟燭與人魚
《紅蠟燭與人魚》是1921年（大正10年）時被小川未明發表的創作童話。把人們潛藏的利己主義與非人類抱持著怨念為主題的作品。

## 概述
這是個認為人類是善良而懷抱幻想的人魚的母親，把孩子託付給老夫婦，在事後卻遭到背叛的人魚姑娘的故事。大正10年1月在東京朝日新聞上連載，是未明的成名作。
這個作品，咸認是構思於新潟縣上越市大潟區雁子濱（がんこはま）的人魚傳說。雁子濱當時所創業的蠟燭店現在還存在著，一般認為故事的原形便是此處。

## 故事概要
很久很久以前，有位懷了身孕的人魚棲息在某處北方黑海。人魚看了看附近的環境後，不希望自己的孩子在海裡寂寞的生活。而有著像人類一般善良的心的人魚，聽說附近城鎮的生活非常快樂，於是她前往城鎮附近海邊的神社，在那裡把孩子生下來。
次晨，人魚在神社捨棄的孩子，被一對開蠟燭店的老夫婦撿到。這一對老夫婦，老爺爺在家中負責做蠟燭，而老奶奶則負責在店前賣蠟燭，他們沒有子女，因此他們細心養育這個撿到的孩子，她長大後成為一個很美麗的女孩。長大後的人魚姑娘，為了答謝老夫婦的養育之恩，就在白蠟燭上用紅色顏料畫上圖案，而這些蠟燭得到很高的評價，讓這間蠟燭店變得生意興隆。若在神社點亮了這些蠟燭再出海捕魚，即使遇到暴風雨船也能平安返回，因此蠟燭店的好評越來越廣為流傳。
某一天，聽到這件事的一個流動小販（賣香燭的）來到蠟燭店，他看上了人魚姑娘，希望老夫婦把養女賣給他。一開始老夫婦不肯賣，不過街頭藝人對他們說「很久以前開始，人魚就是不吉利的東西。」的謠言，而且小販願意給老夫婦許多錢，見錢眼開的老夫婦就答應了。女孩眼看自己將要被關到鐵籠裡帶走，懇求老夫婦不要賣掉她，可是利慾熏心蒙蔽雙眼的老夫婦聽不進她的請求。女孩只來得及把一些剩下的蠟燭染上真紅色，馬上就被帶走了。
在賣了人魚姑娘的當天夜晚，有一個令人毛骨悚然的女子突然來到老夫婦的店裡，買下那些真紅色的蠟燭。不久後海上突然颳起狂風，許多船隻翻覆了，而載著女孩的船也一起沉沒了。在此後不論是多好的天氣，只要在神社點上紅蠟燭的燈火，就會有很強烈的暴風雨來襲，必定會有人在海上遇難。老夫婦認為這是神給予的懲罰，於是就把蠟燭店給收掉了。
蠟燭店被收掉了，詛咒也無法平息，山上的神社為人們害怕和討厭而人跡罕至，數年後繁榮的城鎮也消失了。

## 雁濱的人魚傳說
這個傳說，被認為是起源於袴形村還有住吉神社，聽說是某個水難事故的原形。袴形的神社在一個有點高的山丘上的松林裡面，在佐渡島面向海的牌坊南方常常都會點著一排常夜燈，就算是壞天氣點燈也從來沒有斷過。貢獻這個點燈的光，是為了前來佐渡島一位不可思議的女子。雁子濱的一個年輕人和女子相戀而成為戀人，每晚都會溜出來幽會。不過這個年輕人有個未婚妻，然而事情被年輕人的母親發現後而責備了兩人的相戀，因此之後年輕人有一夜就停止了點燈。然後沒想到那個女子居然遭到遇難而被淹死，而這年輕人為了這個女子而向袴形的懸崖下跳水自盡。村裡的人很同情兩人的遭遇，就在長夜燈旁邊做了個比翼塚，並安置個小地藏神像。但不知不覺的人們不再點燈了，山丘上的住吉神社因此就此沉寂了，明治41年發生了山崩而倒塌。
這個故事變成人魚傳說而流傳後世，成為未明童話故事的主線。現在神社的地基被平整後，只剩下石碑和一座燈籠。

## 相關項目
- 和蠟燭
- 岩崎知弘-作為童話作品的插畫而成為未完成的遺作。順便一提在做這童話的插畫的時候，她抱著有疾病的身體來到雁濱。
- 酒井駒子-偕成社版的插畫的插畫畫家。
- 漫畫紅鳥的心-第11話被播映時，添加了被帶走的人魚姑娘角色的始末。

## 外部連結
- 『紅蠟燭與人魚』：中文翻譯 （页面存档备份，存于）

## 出處
1. ↑  大瀉工商會宣傳手冊